# 沈 (姓)
沈（しん）は、漢姓の一つ。

## 中国語圏の姓
沈（シェン）は、中国語圏の姓。「瀋陽」の「瀋」の簡体字と同じ字形であるため、「瀋」と誤記することもある。

### 概要
2020年の中華人民共和国の第7回全国人口調査（国勢調査）に基づく姓氏統計によると中国で52番目に多い姓であり、571.08万人がいる。江蘇省と浙江省の長江デルタ地帯（江南地域）に多く住んでおり、上海市では8番目に多い姓である。一方、台湾の2018年の統計では第40位で、121,910人がいる。
明以降は財界で成功した江南出身の沈姓の人物が多いため、江南地域では名家とされる。また、江南地域で流行していた通俗小説（才子佳人小説、民国時代に上海から発祥した「鴛鴦胡蝶派」なども含む）では沈姓の主人公が多く登場する。

### 著名な人物
- 沈瑩 - 孫呉の武将
- 沈演之 - 南朝宋の官僚
- 沈約 - 南朝の歴史家・文学者・政治家
- 沈攸之 - 南朝宋の軍人
- 沈妙容 - 南朝陳の文帝陳蒨の皇后
- 沈婺華 - 南朝陳の後主陳叔宝の皇后
- 沈佺期 – 唐の詩人
- 沈既済 - 唐代の歴史家、小説家
- 沈括 - 北宋の学者・政治家
- 沈周 - 明の画家・文人
- 沈有容 - 明朝の軍人
- 沈徳潜 - 清の詩人
- 沈南蘋 - 清の画家
- 沈葆楨 - 清の政治家
- 沈曽植 - 清末民初の官僚、歴史家
- 沈家本 - 清末から中華民国にかけての法律家
- 沈鈞儒 - 中華民国・中華人民共和国の政治家
- 沈従文 - 20世紀の作家
- 茅盾 - 烏鎮出身の小説家、評論家[6]。本名は沈徳鴻。
- 夏衍 - 劇作家、映画シナリオライター、ジャーナリスト。本名は沈乃煕
- 沈殿霞 - 中華民国・上海市出身の香港の女優、司会者
- 小沈陽 - 中華人民共和国遼寧省出身のコメディアン

台湾の人物
- 沈栄津 - 台湾の政治家、経済官僚
- 沈鈺傑 - 台湾の台中市出身のプロ野球選手（投手）
- 沈建宏 - 台湾のアイドル歌手、俳優

## 朝鮮の姓
沈（しん、シム、朝: 심）は、朝鮮人の姓の一つである。2015年の韓国の国勢調査による人口は271,749人。

### 有名人
- 沈温（朝鮮語版） - 李氏朝鮮の世宗の義父。
- 沈師正（朝鮮語版） - 李氏朝鮮時代の絵師。
- 沈熏 - 作家。
- 沈在哲 - 韓国の国会議員。
- 沈大平 - 韓国の国会議員、元忠清南道知事。
- 沈相奵 - 韓国の国会議員。
- 沈載権 - 韓国の国会議員。
- シム・ウンギョン - 韓国の女優。
- シム・ウンジン（朝鮮語版） - 韓国の女優・歌手。
- シム・ミナ（朝鮮語版） - 韓国の歌手。
- シム・ヒョンネ（朝鮮語版） - 韓国のコメディアン、映画監督。
- シム・ウナ - 韓国の女優。
- シム・ヘジン（朝鮮語版） - 韓国の女優。本名はシム・サングン。
- シム・チャンミン - TVXQのメンバー。
- キャシー・シム（朝鮮語版） - 米国の女優。
- 沈義植（朝鮮語版） - 韓国のアイスホッケー選手。アニャンハルラコーチ。
- シム・ヒョンソン（朝鮮語版） - Boyfriendのメンバー。
- 沈載源（朝鮮語版） - 韓国のサッカー選手。
- 沈守峰 - 韓国の歌手。
- 沈愚燃 - 韓国のサッカー選手。
- 沈奉謹（朝鮮語版） - 韓国の考古学者。
- 沈権虎（朝鮮語版） - 韓国のレスリング選手。アトランタ、シドニーオリンピックレスリング金メダリスト。
- 沈壽官（沈寿官）[12] - 日本の陶芸家の名跡。日本語読みは「ちんじゅかん」。

### 氏族
| 氏族（地域） | 創始者                   | 人数（2015年） |
| ------------ | ------------------------ | -------------- |
| 江陵沈氏     |                          | 48             |
| 居昌沈氏     |                          | 24             |
| 慶州沈氏     |                          | 63             |
| 光山沈氏     |                          | 19             |
| 広州沈氏     |                          | 28             |
| 金海沈氏     |                          | 17             |
| 羅州沈氏     |                          | 13             |
| 楽安沈氏     |                          | 14             |
| 大田沈氏     |                          | 5              |
| 密陽沈氏     |                          | 15             |
| 潘南沈氏     |                          | 30             |
| 甫川沈氏     |                          | 25             |
| 扶安沈氏     |                          | 23             |
| 三宝沈氏     |                          | 39             |
| 三涉沈氏     |                          | 93             |
| 三陟沈氏     |                          | 17,034         |
| 善山沈氏     |                          | 33             |
| 寿松沈氏     |                          | 8              |
| 安東沈氏     |                          | 18             |
| 安山沈氏     |                          | 6              |
| 燕岐沈氏     |                          | 5              |
| 寧越沈氏     |                          | 14             |
| 完山沈氏     |                          | 10             |
| 雲井沈氏     |                          | 14             |
| 蔚珍沈氏     |                          | 16             |
| 宜寧沈氏     |                          | 6              |
| 義城沈氏     |                          | 8              |
| 載寧沈氏     |                          | 5              |
| 全州沈氏     |                          | 32             |
| 旌善沈氏     |                          | 6              |
| 済州沈氏     |                          | 5              |
| 真松沈氏     |                          | 6              |
| 晋州沈氏     |                          | 22             |
| 昌原沈氏     |                          | 6              |
| 青公沈氏     |                          | 5              |
| 清道沈氏     |                          | 11             |
| 青山沈氏     |                          | 65             |
| 清城沈氏     |                          | 116            |
| 青松沈氏     |                          | 240,768        |
| 青順沈氏     |                          | 8              |
| 青陽沈氏     |                          | 39             |
| 清州沈氏     |                          | 93             |
| 清風沈氏     |                          | 12             |
| 草渓沈氏     |                          | 23             |
| 春川沈氏     |                          | 8              |
| 忠州沈氏     |                          | 22             |
| 平山沈氏     |                          | 43             |
| 平沢沈氏     |                          | 5              |
| 豊山沈氏     | 中国の浙江省出身の沈満升 | 11,187         |
| 豊川沈氏     |                          | 45             |
| 河東沈氏     |                          | 47             |
| 漢陽沈氏     |                          | 81             |
| 咸従沈氏     |                          | 5              |
| 陜川沈氏     |                          | 15             |
| 海雲亭沈氏   |                          | 8              |